# Het gebed van den onwetende

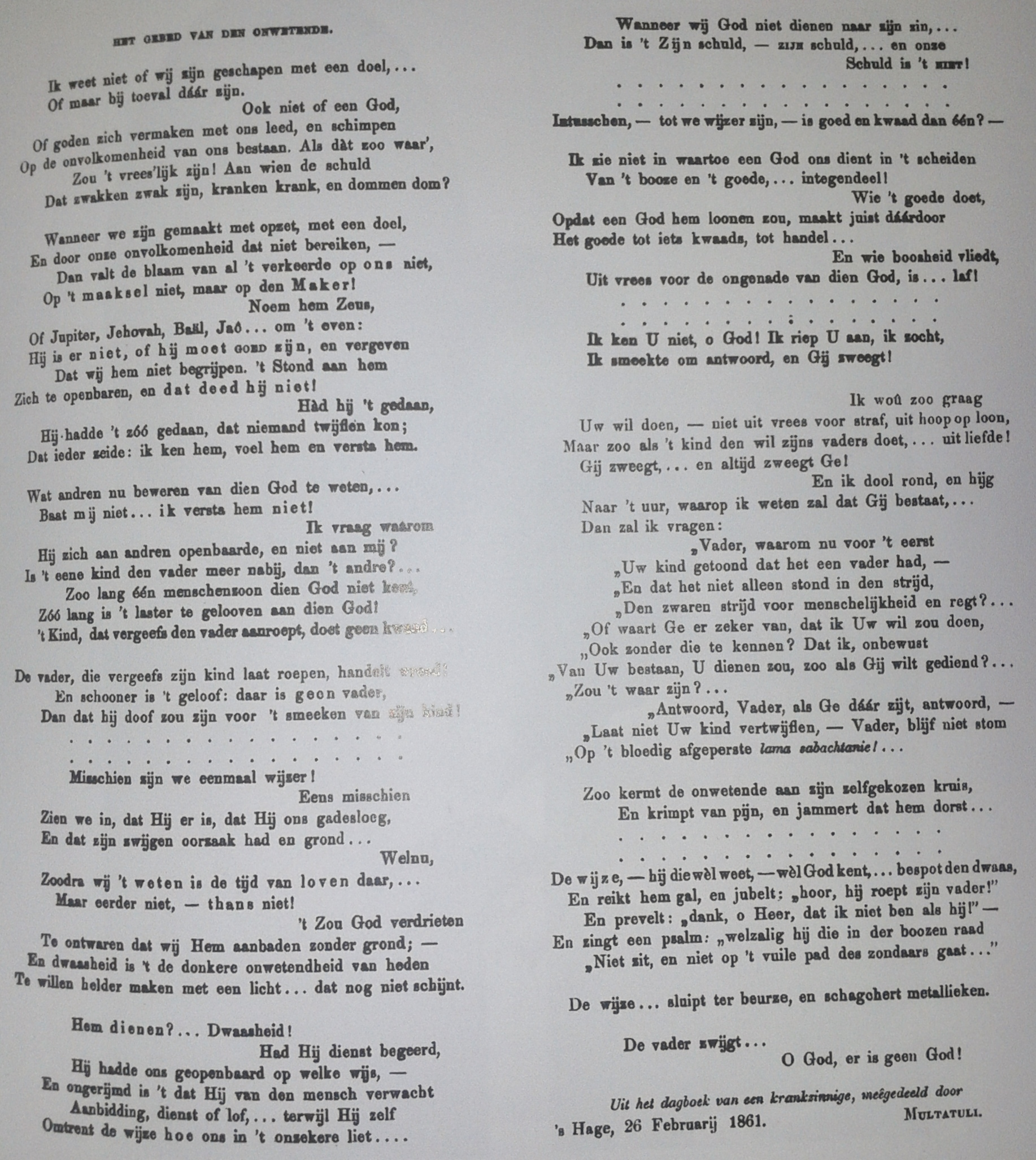
Originele tekst in De Dageraad (1861)

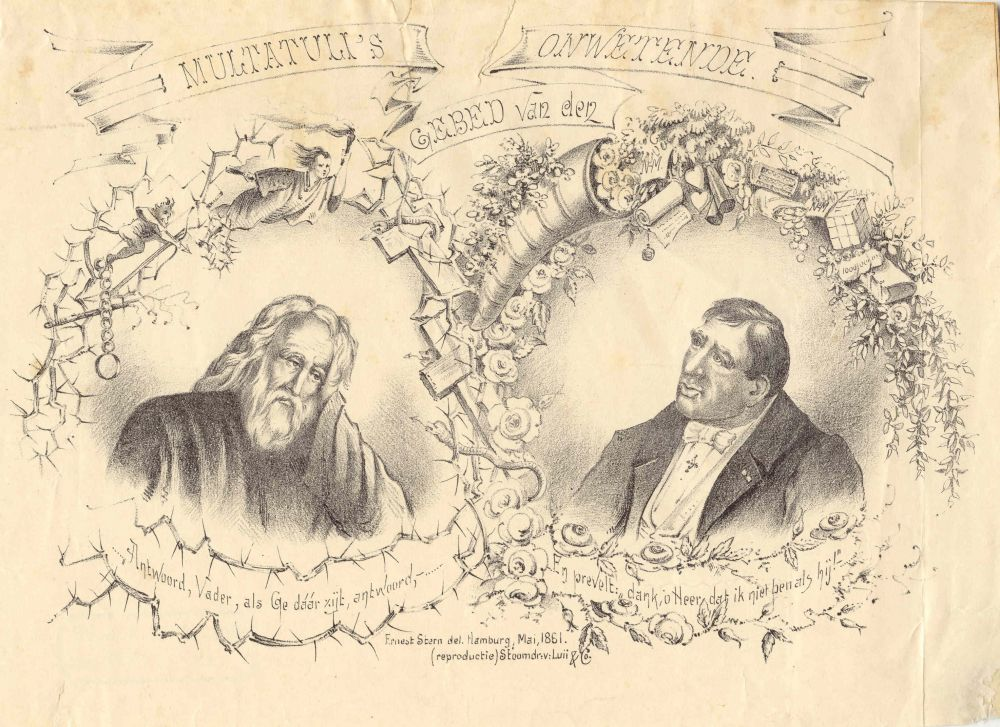
Reproductie van de bijgaande prent

Het Gebed van den Onwetende van Multatuli, uitgegeven in 1861, is ‘een afscheidskreet van het geloof’. Later is het opgenomen in de Verspreide stukken.
Multatuli heeft dit stuk geschreven op 26 februari 1861. Het stuk verscheen voor het eerst in het tijdschrift De Dageraad in maart 1861 (pagina 80-82) met als ondertitel “Uit het dagboek van een krankzinnige, meêgedeeld door Multatuli. Met eene plaat door Ernst Stern [=Hofstede]”. Het Gebed maakte Multatuli beroemd en geliefd onder de Dageradianen.
Carel Vosmaer, de eerste biograaf van Multatuli, zegt het volgende hierover: “Dit is een afscheidskreet van het geloof, waarin de smart nog niet heeft plaats gemaakt voor nieuwen vrede uit hooger waarheid. En voor ieder die ernstig de waarheid wil, en de werkelykheid in 't aanzicht durft zien, komt die vrede.”

## Kritiek op Multatuli
Uit religieuze kringen kwam er veel kritiek op Multatuli's geschriften. Het gebed van den onwetende werkte als een rode vlag op een stier. Een kleine opsomming:
- 1894, Multatuli, G.Jonckbloet, R.C. priester te Batavia, uitgave: C.L.van Langenhuysen, Amsterdam
- 1910, Multatuli's Gebed van den Onwetende met aantekeningen voorzien door Th. Famulus, N.V. de R.K. Boekcentrale, Amsterdam

Dat wij aan Mutatuli's Gebed van den Onwetende een bespreking wijden, geschiedt niet zonder reden. Multatuli beschikt over een zeer eigenaardige zeggingskracht. Zijn woorden branden in. Zijn taal heeft betooverends. Daarom sleept hij zijne lezers gemakkelijk mede, bepaaldelijk hen die meer op vorm dan op inhoud plegen te letten en de gedachte moeilijk weten te onderscheiden van hare inkleeding. Op die wijze worden zelfs de dolzinnigste drogredenen gevaarlijk.
- 1920, Multatuli's Gebed van den Onwetende nader ontleed door L.van Elk, straatpred. der Geref. Kerk te 's Gravenhage, J.H.Kok, Kampen

...Hij deed anders, zijn hartstochten omknelden zijn geheele bestaan in ijzeren boeien en toen vertrapte het kruis van Golgatha en gebruikte de grofste vloeken om zijn haat tegen de HEERE te luchten. - Zoo werd hij een Judas, voor wien niets te gemeen en te laag was, als hij er den heiland slechts mede beschimpen kon.
- 1921, Multatuli's voornaamste Ideeën tegen God, Godsdienst en Zedelijkheid, H.Paddberg, S.J., L.C.G.Malmberg, uitgever van den apostolische stoel, Nijmegen, 's Hertogenbosch, Antwerpen

Stemt deze geloofsbelijdenis om den klaagtoon, die er zacht uit klinkt, nog tot droefheid en medelijden, tot heftige verontwaardiging dwingt u het harde en en scherpe, het bittere en venijnige van het godslasterlijke Gebed van den onwetende, van dat vod, dat, voor de prijs van een cent bij tienduizenden verspreid, in honderden harten aan hun stervend geloof den genadeslag toegebracht heeft.